# فن النحت

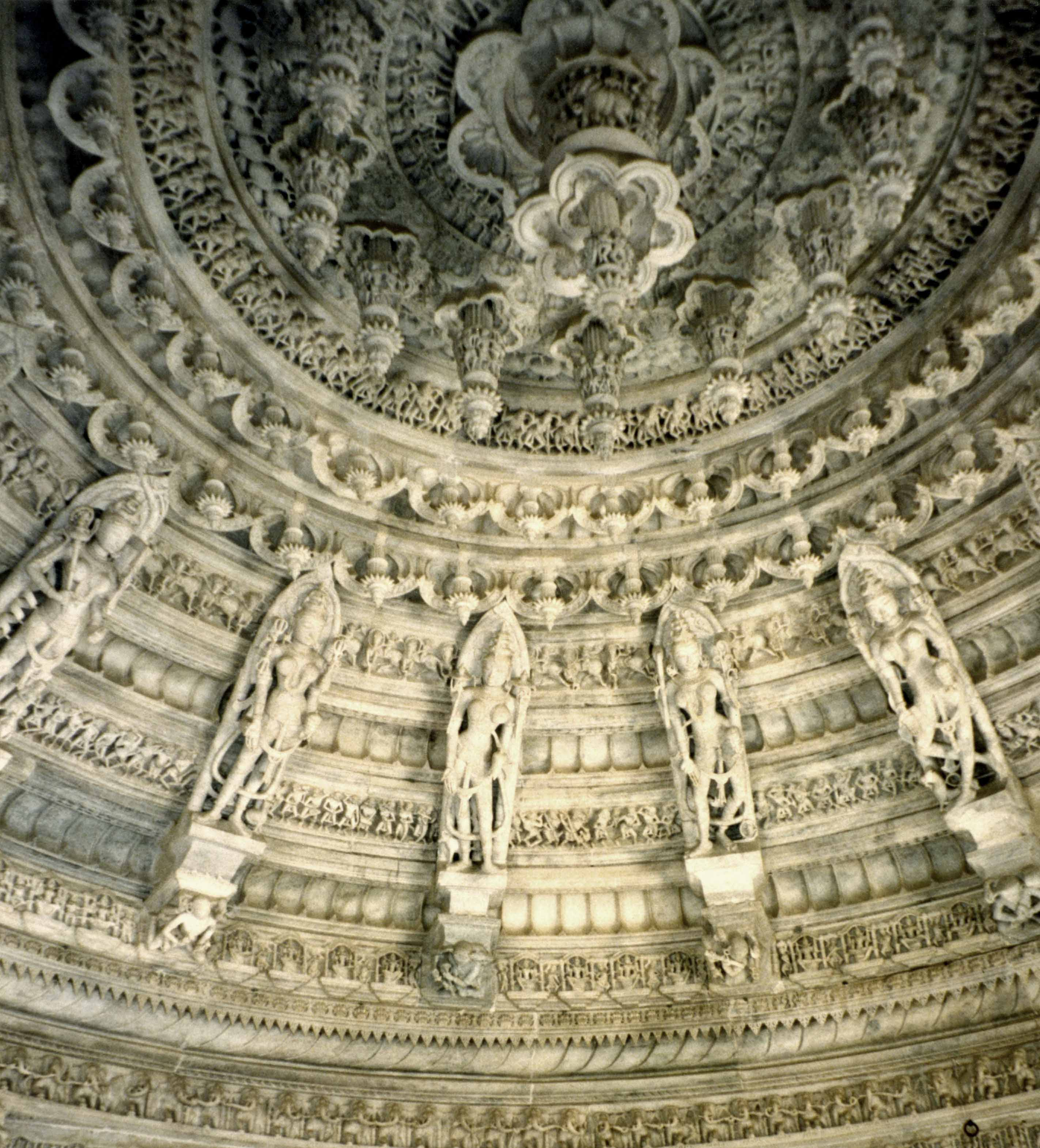
سقف معابد ديلوارا جاين المشهورة بمنحوتات الحجر الرخامية الرائعة والتصميم المعماري.

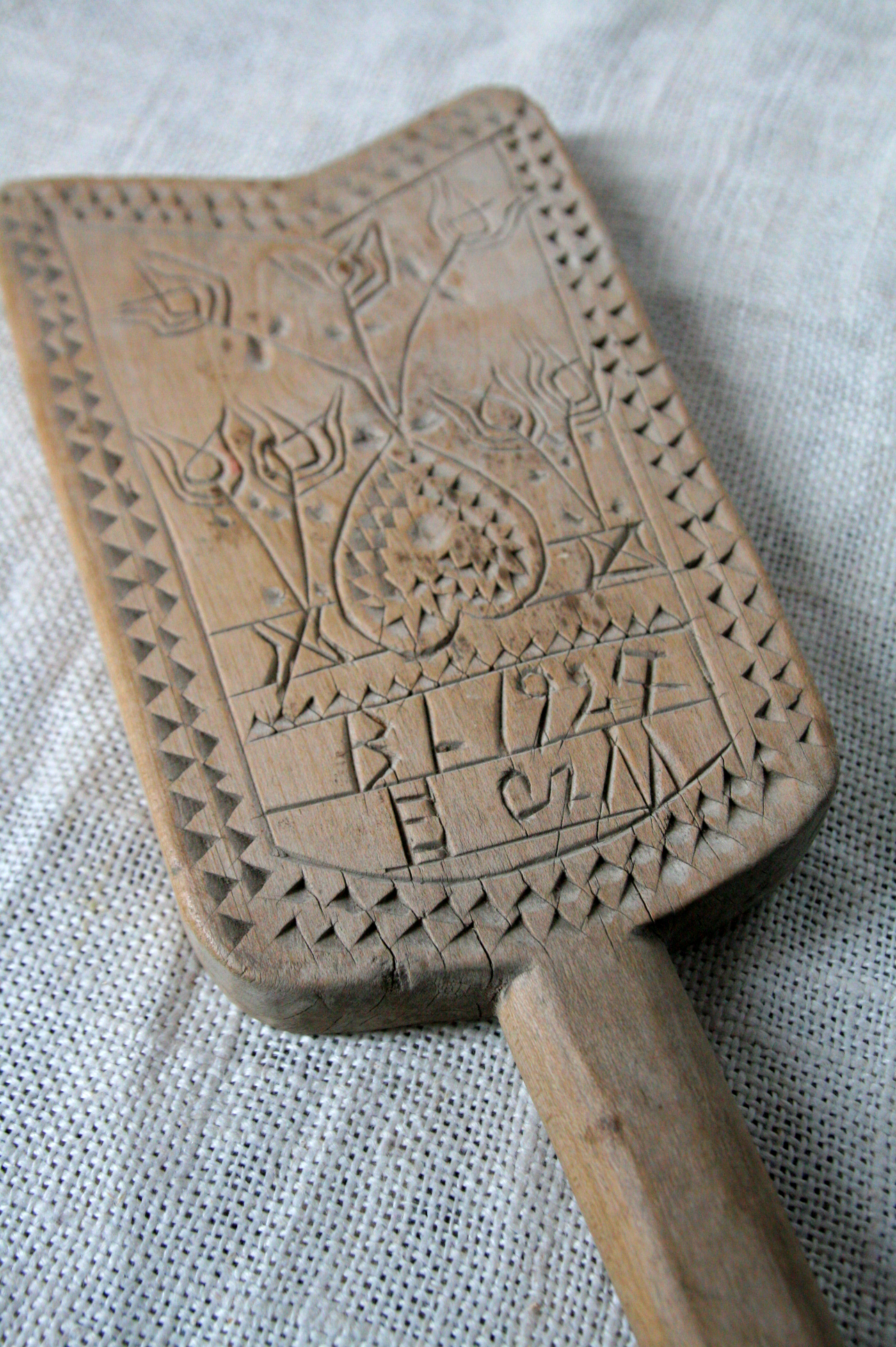
نحت خشب من سيكيلي لاند

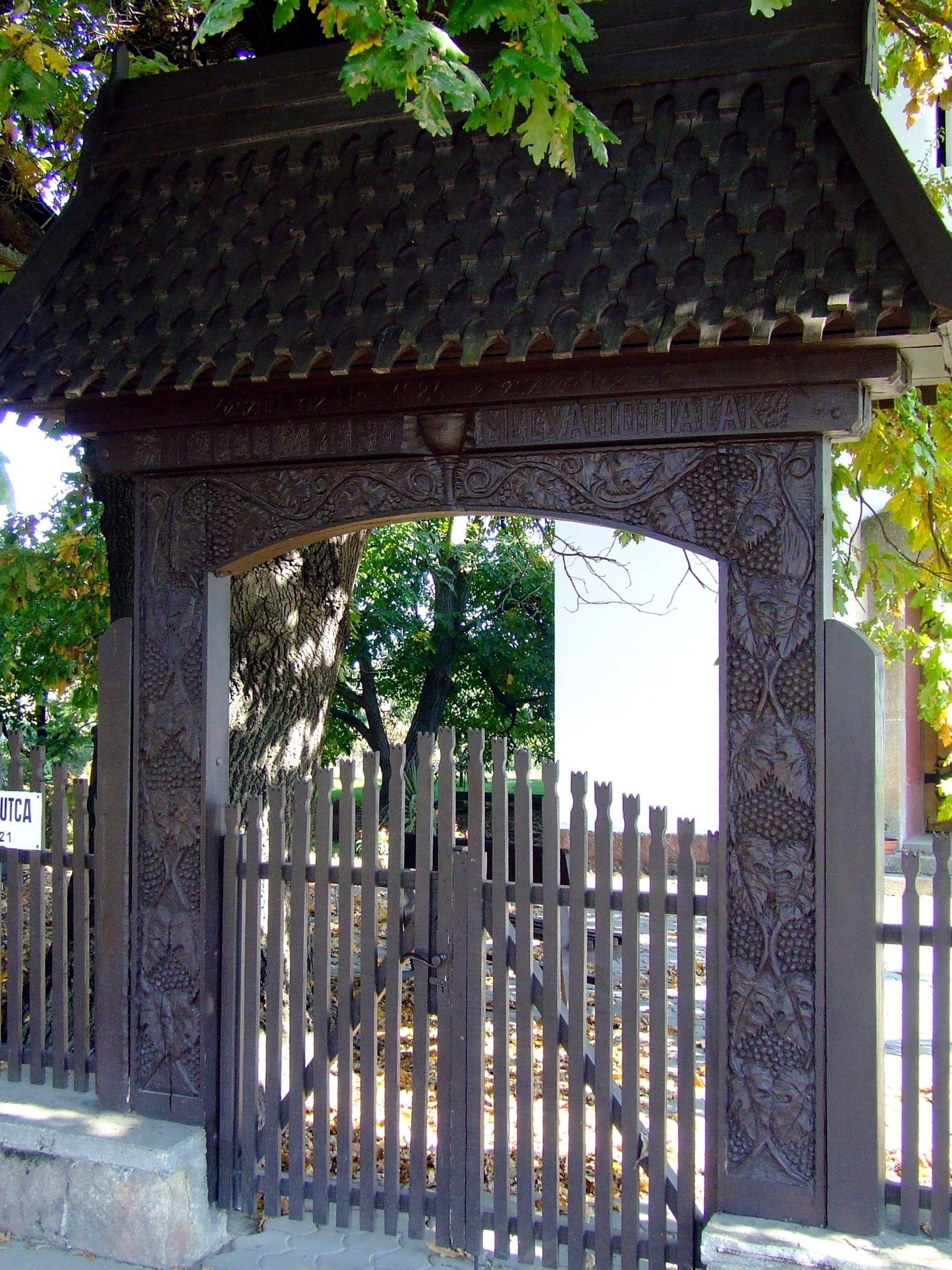
بوابة منحوتة في سيكيلي لاند

النحت هو استخدام أدوات لتشكيل شيء ما من مادة ما عن طريق التخلص من أجزاء من تلك المواد. يمكن تطبيق هذه التقنية على أي مادة صلبة بما يكفي لعقد نموذج حتى عندما تكون القطع قد أزيلت منه، ومع ذلك فهي ناعمة بشكل كافٍ للتخلص من الأجزاء باستخدام الأدوات المتاحة. كما أنَّ النحت يعتبر وسيلة لصنع المنحوتات الحجرية أو الخشبيّة؛ حيث أنه يختلف عن طرق استخدام المواد اللينة والمرنة مثل الطين، والزجاج المصهور، والتي يمكن أن تتشكل للأشكال المرغوبة بينما تكون ناعمة ثم تصلب في هذا الشكل.
يمكن النحت بطرق كثيرة باستخدام المواد القابلة للطرق.
تشمل أنواع النحت ما يلي:
- نحت العظام
- نحت الرقائق
- نحت الفاكهة
- نحت القرع أو فن القرع
- نحت الجليد
- نحت العاج
- نحت على الحجر
- بتروغليفية
- نحت الخضروات
- نحت ساق الموز
- نحت الخشب
- النحت المعدني
- النحت على الأشجار